# Sunday Star-Times
Die Sunday Star-Times ist mit einer Auflage von 202.500 Exemplaren (2008) die auflagenstärkste Sonntags- und Wochenzeitung in Neuseeland. Die Zeitung wird landesweit vertrieben und bedient dabei eine Leserschaft von 657.000 Lesern (2008).

## Geschichte
Die Sunday Star-Times wurde 1994 gegründet und ging aus der Fusion, von der in Wellington ansässigen The Dominion Sunday Times und dem The Sunday Star hervor, der nur acht Jahre zuvor, 1986 von Michael Bryant Forbes in Auckland gegründet wurde.
Die Independent Newspapers Limited (INL), die die beiden Blätter zusammengeführt hatte, verkaufte 2003 ihre gesamten neuseeländischen Zeitungen für über 1 Milliarde NZ$ an den australischen Medienkonzern Fairfax Media Limited, worunter sich auch die Sunday Star-Times befand.

## Heute
Die Sunday Star-Times, die außer der Hauptredaktion in Auckland, noch Nachrichtenbüros in Wellington und Christchurch betreibt, deckt nationale und internationale Themen ab und erscheint heute zusätzlich in zahlreichen Regionalausgaben. Die Ausgaben sind inhaltlich in den sieben Sparten, News, Sport, Focus, Escape, SUNDAY magazine, Business und ABOUTtown (nur in Auckland) aufgeteilt.